# Mistrovství světa v ledním hokeji 1985

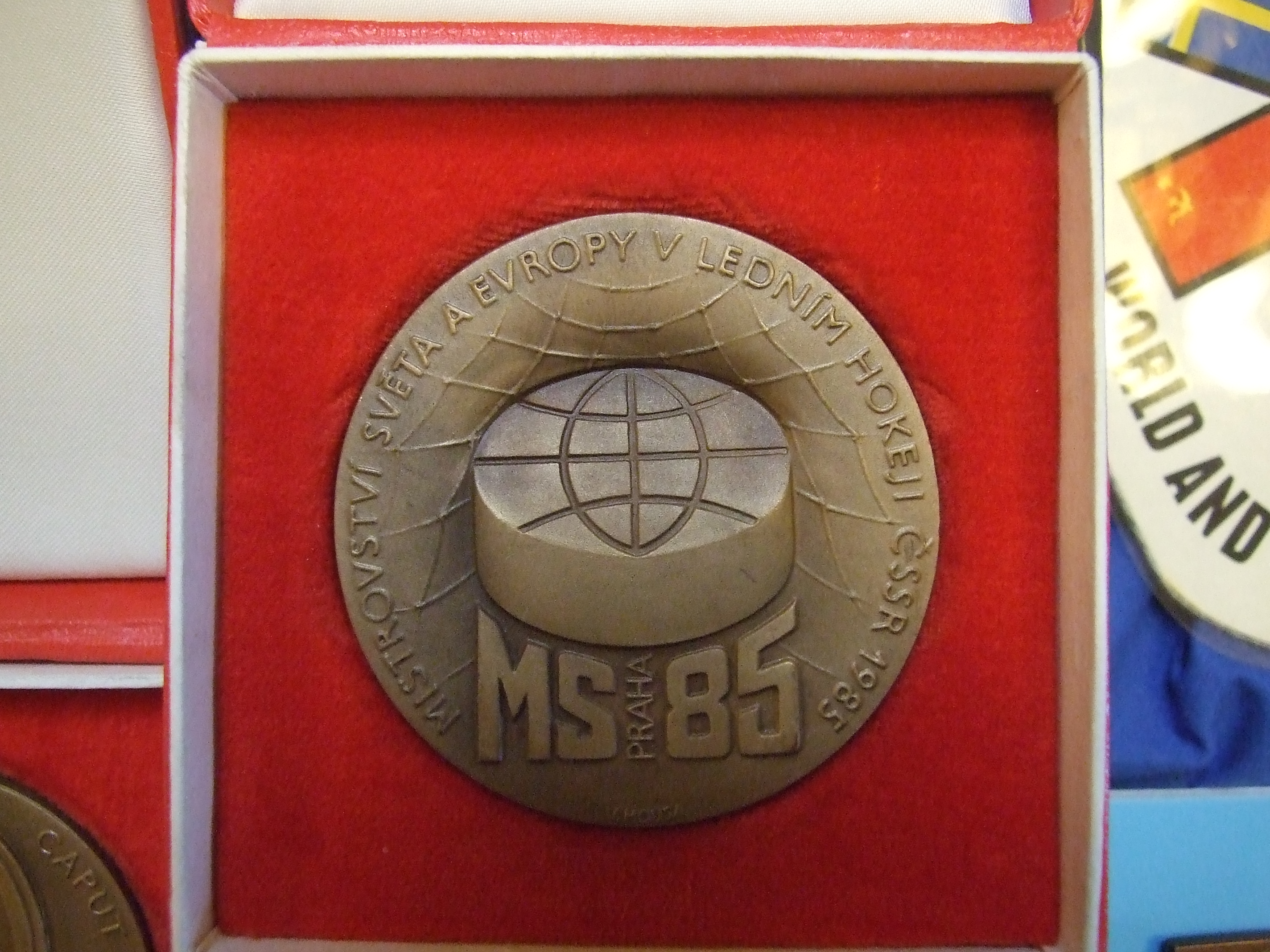
Zlatá medaile z MS 1985.

50. mistrovství světa a 61. mistrovství Evropy se konalo ve dnech 17. dubna – 3. května 1985 v Praze v Československu. Titul mistra světa získalo tehdejší Československo.

## Herní systém
8 účastníků v jedné skupině se nejdříve utkalo jednokolově systémem každý s každým. Mužstva umístěná po této základní části na 1. - 4. místě postupovala do finálové skupiny, která se hrála jednokolově systémem každý s každým, výsledky ze základní části se nezapočítávaly. Mužstva umístěná po základní části na 5. – 8. místě hrála o udržení jednokolově systémem každý s každým, výsledky ze základní části se započítávaly. Poslední mužstvo sestoupilo do skupiny B.
Vzájemné výsledky evropských mužstev v základní části určily pořadí mistrovství Evropy.

## Výsledky a tabulky

### Základní část
|    |         | URS  | USA  | CAN | TCH | FIN | SWE  | GER  | GDR  | V | R | P | Skóre | B  |
| 1. | SSSR    | ***  | 11:1 | 9:1 | 5:1 | 5:1 | 6:2  | 10:2 | 6:0  | 7 | 0 | 0 | 52:8  | 14 |
| 2. | USA     | 1:11 | ***  | 4:3 | 3:1 | 3:8 | 4:3  | 4:3  | 5:5  | 4 | 1 | 2 | 24:34 | 9  |
| 3. | Kanada  | 1:9  | 3:4  | *** | 4:4 | 5:2 | 6:3  | 5:0  | 9:1  | 4 | 1 | 2 | 33:23 | 9  |
| 4. | ČSSR    | 1:5  | 1:3  | 4:4 | *** | 5:0 | 7:2  | 6:1  | 6:1  | 4 | 1 | 2 | 30:16 | 9  |
| 5. | Finsko  | 1:5  | 8:3  | 2:5 | 0:5 | *** | 5:0  | 3:3  | 4:4  | 2 | 2 | 3 | 23:25 | 6  |
| 6. | Švédsko | 2:6  | 3:4  | 3:6 | 2:7 | 0:5 | ***  | 3:2  | 11:0 | 2 | 0 | 5 | 24:30 | 4  |
| 7. | SRN     | 2:10 | 3:4  | 0:5 | 1:6 | 3:3 | 2:3  | ***  | 6:0  | 1 | 1 | 5 | 17:31 | 3  |
| 8. | NDR     | 0:6  | 5:5  | 1:9 | 1:6 | 4:4 | 0:11 | 0:6  | ***  | 0 | 2 | 5 | 11:47 | 2  |

 SSSR -  USA 	11:1 (3:1, 5:0, 3:0)
17. dubna 1985 (13:30) – Praha (Sportovní hala ČSTV)

Branky SSSR: 3:07 Vjačeslav Bykov, 9:19 Vjačeslav Bykov, 12:01 Sergej Makarov, 26:52 Sergej Makarov, 28:58 Sergej Makarov, 34:57 Nikolaj Drozděckij, 38:12 Andrej Chomutov, 38:50 Viktor Ťumeněv, 47:25 Michail Varnakov, 53:57 Sergej Makarov, 58:59 Vjačeslav Bykov.

Branky USA: 8:44 Paul Fenton.

Rozhodčí: Vladimír Šubrt (TCH) - Lasse Vanhanen (FIN), Kjell Karlsson (SWE)

Vyloučení: 7:8 (2:1, 1:0) + Viktor Ťumeněv na 5 min

Diváků: 10 500
 Švédsko -  SRN 	3:2 (1:1, 1:1, 1:0)
17. dubna 1985 (17:00) – Praha (Sportovní hala ČSTV)

Branky Švédska: 9:44 Lars-Gunnar Pettersson, 39:04 Matti Pauna, 46:06 Michael Hjälm.

Branky SRN: 18:03 Ernst Höfner, 39:47 Harold Kreis.

Rozhodčí: Bruce Hood (CAN) - Jan Tatíček (TCH), Miroslav Lipina (TCH)

Vyloučení: 5:4 (0:2)

Diváků: 9 500
 Kanada -  NDR 	9:1 (3:0, 1:1, 5:0)
17. dubna 1985 (17:00) – Praha (Zimní stadion Slavia)

Branky Kanady: 14:17 Doug Lidster, 14:59 Rick Vaive, 18:14 John Anderson, 25:03 Dave Taylor, 40:14 Mario Lemieux, 45:12 John Anderson, 50:31 Anthony Tanti, 52:12 Ron Francis, 52:30 Rick Vaive.

Branky NDR: 33:23 Harald Kuhnke.

Rozhodčí: Jurij Karandin (URS) - Slavomír Caban (TCH), Jozef Kriška (TCH)

Vyloučení: 4:2 (0:0, 1:0)

Diváků: 1 200
 Československo -  Finsko 	5:0 (2:0, 2:0, 1:0)
17. dubna 1985 (20:30) – Praha (Sportovní hala ČSTV)

Branky a nahrávky Československa: 1:08 Petr Rosol, 10:20 Vincent Lukáč (Eduard Uvíra), 21:32 Pavel Richter, 26:38 Petr Rosol, 54:25 Vladimír Růžička (Pavel Richter, Miloslav Hořava).

Rozhodčí: Marc Faucette (USA) – Igor Prusov (URS), Rainer Kluge (GDR)

Vyloučení: 10:14 (3:0)

Diváků: 14 000
ČSSR: Jiří Králík – Radoslav Svoboda, Eduard Uvíra, Jaroslav Benák, Miloslav Hořava, Antonín Stavjaňa, František Musil – Vincent Lukáč, Dárius Rusnák, Igor Liba – Petr Rosol, Vladimír Růžička, Pavel Richter – Jiří Lála, Dušan Pašek, Jiří Hrdina – Oldřich Válek, Michal Pivoňka, Jiří Šejba.
Finsko: Kari Takko – Arto Ruotanen, Markus Lehto, Reijo Ruotsalainen, Juha Huikari, Ville Sirén, Jauko Narvanmaa – Hannu Järvenpää, Pekka Järvelä, Pekka Arbelius – Petri Skriko, Risto Jalo, Anssi Melametsä – Mikko Mäkelä, Raimo Helminen, Harri Tuohimaa – Esa Tikkanen, Christian Ruuttu, Kari Makkonen.
 SRN -  Kanada 	0:5 (0:3, 0:1, 0:1)
18. dubna 1985 (13:30) – Praha (Sportovní hala ČSTV)

Branky Kanady: 0:31 Donald Maloney, 2:39 Anthony Tanti, 11:18 Anthony Tanti, 31:06 Rick Vaive, 52:45 Anthony Tanti.

Rozhodčí: Pertti Juhola (FIN) - Lasse Vanhanen (FIN), Kjell Karlsson (SWE)

Vyloučení: 2:5

Diváků: 10 352
 SSSR -  Finsko 	5:1 (2:0, 2:1, 1:0)
18. dubna 1985 (17:00) – Praha (Sportovní hala ČSTV)

Branky SSSR: 6:58 Alexej Kasatonov, 11:27 Michail Varnakov, 21:56 Irek Gimajev, 37:13 Sergej Makarov, 59:58 Vjačeslav Fetisov.

Branky Finska: 34:27 Esa Tikkanen.

Rozhodčí: Kjell Lind (SWE) - Miroslav Lipina (TCH), Rainer Kluge (GDR)

Vyloučení: 5:7 (4:1)

Diváků: 11 000
 Švédsko -  USA 	3:4 (1:1, 1:2, 1:1)
18. dubna 1985 (17:00) – Praha (Zimní stadion Slavia)

Branky Švédska: 7:20 Kent Nilsson, 28:31 Kent Nilsson, 41:09 Lars-Gunnar Pettersson.

Branky USA: 12:11 Clark Donatelli, 25:04 Daniel Dorian, 33:37 Mark Johnson, 41:43 Corey Millen.

Rozhodčí: Jurij Karandin (URS) - Jan Tatíček (TCH), Jozef Kriška (TCH)

Vyloučení: 8:9 (1:1, 0:1)

Diváků: 3 500
 Československo -  NDR 	6:1 (0:0, 3:0, 3:1)
18. dubna 1985 (20:30) – Praha (Sportovní hala ČSTV)

Branky a nahrávky Československa: 21:05 Jaroslav Benák, 23:44 Pavel Richter (Vladimír Růžička), 35:37 Jiří Hrdina (Radoslav Svoboda, Jiří Lála), 43:41 Oldřich Válek (Vladimír Kameš), 50:59 Dušan Pašek (Jiří Lála), 57:27 Vladimír Růžička (Antonín Stavjaňa).

Branky a nahrávky NDR: 50:31 Reinhard Fengler.

Rozhodčí: Josef Kompalla (FRG) – Uwe von de Fenn (FRG), Igor Prusov (URS)

Vyloučení: 2:2 (0:0)

Diváků: 12 010
ČSSR: Jiří Králík – Radoslav Svoboda, Eduard Uvíra, Jaroslav Benák, Miloslav Hořava, Antonín Stavjaňa, František Musil – Vincent Lukáč, Dárius Rusnák, Igor Liba – Petr Rosol, Vladimír Růžička, Pavel Richter – Jiří Lála, Dušan Pašek, Jiří Hrdina – Oldřich Válek, Michal Pivoňka, Vladimír Kameš.
NDR: Rene Bielke – Joachim Lempio, Reinhard Fengler, Detlev Mark, Gerd Vogel, Dieter Frenzel, Uwe Geisert – Roland Peters, Thomas Graul, Friedhelm Bögalsack – Andreas Gebauer, Andreas Ludwig, Ralf Hantschke – Frank Proske, Harald Kuhnke, Detlev Radant – Rolf Nitz, Eckhard Scholz, Harald Bölke.
 Finsko -  Švédsko 	5:0 (3:0, 0:0, 2:0)
20. dubna 1985 (13:0) – Praha (Sportovní hala ČSTV)

Branky Finska: 3:45 Pekka Järvelä, 4:15 Risto Jalo, 8:00 Petri Skriko, 44:46 Markus Lehto, 50:33 Hannu Järvenpää.

Rozhodčí: Vladimír Šubrt (TCH) - Igor Prusov (URS), Rainer Kluge (GDR)

Vyloučení: 5:7 (1:0)

Diváků: 12 000
 Československo -  SRN 	6:1 (2:0, 1:1, 3:0)
20. dubna 1985 (13:30) – Praha (Sportovní hala ČSTV)

Branky a nahrávky Československa: 0:39 Dárius Rusnák (Igor Liba), 17:15 Jiří Lála (Jiří Šejba, Dušan Pašek), 29:54 Oldřich Válek (Vladimír Kameš), 44:29 Antonín Stavjaňa (Vincent Lukáč, Igor Liba), 57:00 Jiří Hrdina (Pavel Richter), 59:02 Igor Liba (Vincent Lukáč).

Branky a nahrávky SRN: 32:56 Uli Hiemer (Udo Kießling, Roy Roedger).

Rozhodčí: Bruce Hood (CAN) – Lasse Vanhanen (FIN), Kjell Karlsson (SWE)

Vyloučení: 6:5 (0:0)

Diváků: 14 000
ČSSR: Jiří Králík – Radoslav Svoboda, Eduard Uvíra, Miloslav Hořava, Jaroslav Benák, Antonín Stavjaňa, František Musil – Vincent Lukáč, Dárius Rusnák, Igor Liba – Jiří Hrdina, Vladimír Růžička, Pavel Richter – Jiří Lála, Dušan Pašek, Jiří Šejba – Oldřich Válek, Vladimír Kameš, Michal Pivoňka.
SRN: Karl Friesen – Udo Kießling, Uli Hiemer, Rainer Blum, Peter Scharf, Harold Kreis, Andreas Niederberger – Marcus Kuhl, Erich Kühnhackl, Dieter Hegen – Franz Reindl, Ernst Höfner, Georg Franz – Roy Roedger, Manfred Wolf, Michael Betz – Manfred Ahne, Markus Berwanger, Axel Kammerer.
 SSSR -  NDR 	6:0 (2:0, 3:0, 1:0)
20. dubna 1985 (17:00) – Praha (Zimní stadion Slavia)

Branky SSSR: 2:26 Michail Vasiljev, 7:38 Alexej Gusarov, 21:42 Sergej Světlov, 30:17 Nikolaj Drozděckij, 34:47 Irek Gimajev, 57:57 Vladimir Krutov.

Rozhodčí: Pertti Juhola (FIN) - Slavomír Caban (TCH), Uwe von de Fenn (FRG)

Vyloučení: 3:3 (1:0)

Diváků: 3 000
 USA -  Kanada 	4:3 (1:2, 3:0, 0:1)
20. dubna 1985 (20:30) – Praha (Sportovní hala ČSTV)

Branky USA: 5:31 Clark Donatelli, 27:48 Tony Granato, 31:24 Clark Donatelli, 38:24 Mark Johnson.

Branky Kanady: 1:14 Rick Vaive, 18:32 Kirk Muller, 54:04 John Anderson.

Rozhodčí: Kjell Lind (SWE) - Jan Tatíček (TCH), Miroslav Lipina (TCH)

Vyloučení: 5:5 (2:1)

Diváků: 8 274
 Švédsko -  NDR 	11:0 (3:0, 3:0, 5:0)
21. dubna 1985 (13:30) – Praha (Sportovní hala ČSTV)

Branky Švédska: 7:30 Ulf Samuelsson, 9:25 Kent Nilsson, 19:23 Bo Ericson, 27:30 Tommy Albelin, 35:44 Lars Molin, 39:38 Kent Nilsson, 43:36 Kent Nilsson, 45:04 Kent Johansson, 51:15 Tomas Sandström, 58:11 Mats Kihlström, 59. Michael Hjälm.

Rozhodčí: Josef Kompalla (FRG) - Uwe von de Fenn (FRG), Igor Prusov (URS)

Vyloučení: 5:1 (1:0)

Diváků: 5 000
 SSSR -  SRN 	10:2 (7:0, 2:1, 1:1)
21. dubna 1985 (17:00) – Praha (Sportovní hala ČSTV)

Branky SSSR: 7:02 Igor Larionov, 9:52 Alexej Kasatonov, 11:18 Irek Gimajev, 11:54 Nikolaj Drozděckij, 12:30 Sergej Jašin, 17:18 Viktor Ťumeněv, 19:18 Vladimir Krutov, 22:35 Michail Vasiljev, 32:31 Sergej Světlov, 48:32 Michail Vasiljev.

Branky SRN: 36:00 Franz Reindl, 56:44 Georg Franz.

Rozhodčí: Kjell Lind (SWE) - Slavomír Caban (TCH), Jan Tatíček (TCH)

Vyloučení: 5:6 (2:0)

Diváků: 10 000
 Kanada -  Finsko 	5:2 (1:1, 3:1, 1:0)
21. dubna 1985 (17:00) – Praha (Zimní stadion Slavia)

Branky Kanady: 10:12 Larry Murphy, 30:51 Kevin Dineen, 35:28 Rick Vaive, 36:20 Doug Lidster, 41:55 Dave Taylor.

Branky Finska: 14:26 Raimo Helminen, 22:50 Kari Suoraniemi.

Rozhodčí: Mark Faucette (USA) - Rainer Kluge (GDR), Jozef Kriška (TCH)

Vyloučení: 5:7 (1:0) + John Anderson - Christian Ruuttu 10 min.

Diváků: 5 000
 Československo -  USA 	1:3 (0:1, 1:1, 0:1)
21. dubna 1985 (20:30) – Praha (Sportovní hala ČSTV)

Branky a nahrávky Československa: 32:00 Oldřich Válek (Michal Pivoňka).

Branky a nahrávky USA: 1:57 Joel Otto (Robert Miller), 37:52 Tony Granato (Kelly Miller), 57:44 Corey Millen.

Rozhodčí: Pertti Juhola (FIN) – Lasse Vahnanen (FIN), Kjell Karlsson (SWE)

Vyloučení: 4:6 (0:1) + James Johnson na 10 min.

Diváků: 14 000
ČSSR: Jiří Králík – Jaroslav Benák, Eduard Uvíra, Arnold Kadlec, Miloslav Hořava, Antonín Stavjaňa, František Musil – Vincent Lukáč, Dárius Rusnák, Igor Liba – Jiří Hrdina, Vladimír Růžička, Pavel Richter – Jiří Lála, Dušan Pašek, Jiří Šejba – Oldřich Válek, Vladimír Kameš, Michal Pivoňka.
USA: John Vanbiesbrouck – Maurice Mantha, James Johnson, Michael O'Connell, Gary Suter, Neil Sheehy, Mark Fusco – Paul Fenton, Corey Millen, Timothy Thomas – Robert Brooke, Mark Johnson, Aaron Broten – Tom Fergus, Joel Otto, Robert Miller – Clark Donatelli, Tony Granato, Kelly Miller.
 NDR -  Finsko 	4:4 (1:1, 1:1, 2:2)
23. dubna 1985 (13:30) – Praha (Sportovní hala ČSTV)

Branky NDR: 18:03 Friedhelm Bögalsack, 20:35 Reinhard Fengler, 53:13 Frank Proske, 56:28 Ralf Hantschke.

Branky Finska: 9:32 Hannu Järvenpää, 34:02 Anssi Melametsä, 42:40 Pekka Arbelius, 56:09 Raimo Helminen.

Rozhodčí: Jurij Karandin (URS) - Slavomír Caban (TCH), Jozef Kriška (TCH)

Vyloučení: 2:3

Diváků: 7 212
 Československo -  Kanada 	4:4 (2:2, 1:1, 1:1)
23. dubna 1985 (17:00) – Praha (Sportovní hala ČSTV)

Branky a nahrávky Československa: 7:41 Vladimír Růžička (Pavel Richter), 18:32 Jiří Lála (Jiří Šejba), 37:38 Miloslav Hořava (Igor Liba), 45:27 Dušan Pašek (Antonín Stavjaňa).

Branky a nahrávky Kanady: 2:36 John Anderson (Ron Francis, Larry Murphy), 15:25 Doug Halward (Mario Lemieux), 30:28 Kirk Muller (Larry Murphy, Mario Lemieux), 40:39 Anthony Tanti (Doug Halward, Steve Yzerman).

Rozhodčí: Merk Faucette (USA) – Igor Prusov (URS), Uwe von de Fenn (FRG)

Vyloučení: 5:3 (1:2) + Pavel Richter na 10 min.

Diváků: 14 000
ČSSR: Jiří Králík – Radoslav Svoboda, Eduard Uvíra, Jaroslav Benák, Miloslav Hořava, Antonín Stavjaňa, František Musil – Jiří Lála, Dárius Rusnák, Igor Liba – Jiří Hrdina, Vladimír Růžička, Pavel Richter – Oldřich Válek, Vladimír Kameš, Michal Pivoňka – Dušan Pašek, Jiří Šejba.
Kanada: Stephen Weeks – Larry Murphy, Scott Stevens, Doug Halward, Doug Lidster, Jamie Macoun, Steve Konroyd – Dave Taylor, Mario Lemieux, Kirk Muller – Kevin Dineen, Steve Yzerman, Anthony Tanti – Rick Vaive, Ron Francis, John Anderson – Stanley Smyl, Bernie Nicholls, Brian MacLellan.
 USA -  SRN 	4:3 (2:1, 1:2, 1:0)
23. dubna 1985 (20:30) – Praha (Zimní stadion Slavia)

Branky USA: 19:03 Maurice Mantha, 19:59 Kelly Miller, 27:55 Mark Johnson, 51:42 Kelly Miller.

Branky SRN: 8:05 Dieter Hegen, 21:39 Franz Reindl, 33:15 Dieter Hegen.

Rozhodčí: Vladimír Šubrt (TCH) - Miroslav Lipina (TCH), Kjell Karlsson (SWE)

Vyloučení: 9:9 (0:1)

Diváků: 3 500
 SSSR -  Švédsko 	6:2 (1:1, 2:0, 3:1)
23. dubna 1985 (20:30) – Praha (Sportovní hala ČSTV)

Branky SSSR: 0:15 Alexej Kasatonov, 24:17 Vladimir Krutov, 31:39 Sergej Makarov, 46:13 Nikolaj Drozděckij, 49:41 Vjačeslav Fetisov, 52:52 Vjačeslav Fetisov.

Branky Švédska: 8:39 Kent Nilsson, 53:40 Lars-Gunnar Pettersson.

Rozhodčí: Pertti Juhola (FIN) - Lasse Vanhanen (FIN), Rainer Kluge (GDR)

Vyloučení: 3:8 (1:0) + Alexej Kasatonov a Ulf Samuelsson do konce utkání.

Diváků: 10199
 USA -  NDR 	5:5 (2:1, 2:0, 1:4)
24. dubna 1985 (17:00) – Praha (Sportovní hala ČSTV)

Branky USA: 9:18 Robert Miller, 15:16 Joel Otto, 23:37 Paul Fenton, 35:33 Tom Fergus, 51:49 Tom Fergus.

Branky NDR: 17:08 Harald Bölke, 48:21 Friedhelm Bögalsack, 52:55 Ralf Hantschke, 53:38 Frank Proske, 56:24 Thomas Graul.

Rozhodčí: Kjell Lind (SWE), od 41. min. Vladimír Šubrt (TCH) - Kjell Karlsson (SWE), Lasse Vanhanen (FIN)

Vyloučení: 3:2 (0:1)

Diváků: 7 500
 SRN -  Finsko 	3:3 (0:1, 2:1, 1:1)
24. dubna 1985 (20:30) – Praha (Sportovní hala ČSTV)

Branky SRN: 20:47 Georg Franz, 30:16 Erich Kühnhackl, 58:56 Dieter Hegen.

Branky Finska: 13:31 Hannu Järvenpää, 36:56 Mikko Mäkelä, 48:56 Kari Suoraniemi.

Rozhodčí: Bruce Hood (CAN) - Jan Tatíček (TCH), Miroslav Lipina (TCH)

Vyloučení: 7:2 (0:1)

Diváků: 9 115
 Československo -  Švédsko 	7:2 (3:0, 2:2, 2:0)
25. dubna 1985 (17:00) – Praha (Sportovní hala ČSTV)

Branky a nahrávky Československa: 0:13 Dárius Rusnák (Vincent Lukáč), 1:53 Miloslav Hořava (Jaroslav Benák, Vincent Lukáč), 9:38 Jiří Lála (Antonín Stavjaňa), 27:06 Vladimír Růžička (Pavel Richter, Jiří Hrdina), 37:27 Pavel Richter (Vladimír Růžička, Jiří Hrdina), 49:20 Vincent Lukáč (Igor Liba, Dárius Rusnák), 58:13 Vincent Lukáč (Jaroslav Benák).

Branky a nahrávky Švédska: 27:19 Per-Erik Eklund (Mats Kihlström), 39:22 Anders Eldebrink (Kent Nilsson, Per-Erik Eklund).

Rozhodčí: Jurij Karandin (URS) – Rainer Kluge (GDR), Lasse Vanhanen (FIN)

Vyloučení: 8:8 (3:1) + Lars-Gunnar Pettersson na 10 min.

Diváků: 14 000
ČSSR: Jiří Králík – Jaroslav Benák, Eduard Uvíra, Arnold Kadlec, Miloslav Hořava, Antonín Stavjaňa, František Musil – Vincent Lukáč, Dárius Rusnák, Igor Liba – Jiří Hrdina, Vladimír Růžička, Pavel Richter – Jiří Lála, Dušan Pašek, Jiří Šejba – Oldřich Válek, Vladimír Kameš, Michal Pivoňka.
Švédsko: Peter Lindmark (10. Rolf Ridderwall) – Michael Thelvén, Anders Eldebrink, Mats Kihlström, Bo Ericson, Tommy Albelin, Mats Waltin – Peter Gradin, Per-Erik Eklund, Jens Öhling – Tomas Sandström, Kent Johansson, Kent Nilsson – Lars-Gunnar Pettersson, Michael Hjälm, Dan Labraaten – Matti Pauna, Hans Sarkijärvi, Hakan Södergren.
 SSSR -  Kanada 	9:1 (4:0, 1:1, 4:0) 
25. dubna 1985 (20:30) – Praha (Sportovní hala ČSTV)

Branky SSSR: 13:56 Nikolaj Drozděckij, 15:53 Andrej Chomutov, 17:17 Vjačeslav Fetisov, 18:33 Alexej Gusarov, 24:14 Sergej Jašin, 40:47 Igor Larionov, 42:37 Alexandr Skvorcov, 52:35 Michail Varnakov, 58:59 Vjačeslav Bykov.

Branky Kanady: 36:17 Dave Taylor.

Rozhodčí: Mark Faucette (USA) - Kjell Karlsson (SWE), Uwe von de Fenn (GER)

Vyloučení: 6:3 (1:0) + Irek Gimajev na 10 min.

Diváků: 14 000
 SRN -  NDR 	6:0 (2:0, 2:0, 2:0)
26. dubna 1985 (17:00) – Praha (Sportovní hala ČSTV)

Branky SRN: 5:44 Georg Franz, 19:04 Franz Reindl, 23:48 Manfred Wolf, 30:46 Axel Kammerer, 54:13 Horst Heckelsmüller, 57:01 Axel Kammerer.

Rozhodčí: Pertti Juhola (FIN) - Jan Tatíček (TCH), Miroslav Lipina (TCH)

Vyloučení: 6:5 (3:0)

Diváků: 10 307
 Finsko -  USA 	8:3 (2:1, 3:2, 3:0)
26. dubna 1985 (20:30) – Praha (Sportovní hala ČSTV)

Branky Finska: 3:20 Hannu Järvenpää, 15:50 Pekka Arbelius, 26:15 Hannu Järvenpää, 35:14 Harri Tuohimaa, 36:11 Pekka Arbelius, 44:47 Raimo Helminen, 54:09 Risto Jalo, 57:04 Hannu Järvenpää.

Branky USA: 14:03 Corey Millen, 21:54 Mark Johnson, 23:09 Daniel Dorian.

Rozhodčí: Kjell Lind (SWE) - Slavomír Caban (TCH), Jozef Kriška (TCH)

Vyloučení: 6:8 (4:2)

Diváků: 9 800
 Československo -  SSSR 	1:5 (1:0, 0:4, 0:1)
27. dubna 1985 (17:00) – Praha (Sportovní hala ČSTV)

Branky a nahrávky Československa: 18:19 Jiří Lála (Dušan Pašek).

Branky a nahrávky SSSR: 22:42 Sergej Makarov (Vladimir Krutov, Vjačeslav Fetisov), 22:57 Vjačeslav Bykov (Andrej Chomutov), 26:50 Vjačeslav Bykov, 36:39 Sergej Makarov (Igor Larionov, Vladimir Krutov), 43:04 Viktor Ťumeněv (Michail Varnakov).

Rozhodčí: Josef Kompalla (FRG) – Kjell Karlsson (SWE), Lase Vanhanen (FIN)

Vyloučení: 3:6 (0:1)

Diváků: 14 000
ČSSR: Jaromír Šindel – Jaroslav Benák, Eduard Uvíra, Arnold Kadlec, Miloslav Hořava, Antonín Stavjaňa, František Musil – Jiří Lála, Dušan Pašek, Jiří Šejba – Jiří Hrdina, Vladimír Růžička, Pavel Richter – Oldřich Válek, Vladimír Kameš, Michal Pivoňka – Vincent Lukáč, Dárius Rusnák, Igor Liba.
SSSR: Vladimir Myškin – Alexej Kasatonov, Vjačeslav Fetisov, Zinetula Biljaletdinov, Vasilij Pěrvuchin, Sergej Starikov, Alexej Gusarov – Sergej Makarov, Igor Larionov, Vladimir Krutov – Michail Vasiljev, Vjačeslav Bykov, Andrej Chomutov – Alexandr Skvorcov, Irek Gimajev, Sergej Světlov – Nikolaj Drozděckij, Viktor Ťumeněv, Michail Varnakov.
 Kanada -  Švédsko 	6:3 (1:1, 3:2, 2:0)
27. dubna 1985 (20:30) – Praha (Sportovní hala ČSTV)

Branky Kanady: 17:50 Kevin Dineen, 22:08 Kevin Dineen, 39:12 Steve Yzerman, 39:48 Ron Francis, 44:16 Larry Murphy, 45:08 Anthony Tanti.

Branky Švédska: 6:49 Tomas Sandström, 27:15 Hakan Södergren, 29:37 Per-Erik Eklund.

Rozhodčí: Šubrt - Lipina (TCH), Kluge (GDR)

Vyloučení: 3:6 (3:0) + Anders Eldebrink na 10 min.

Diváků: 12 000

### Finále
|    |        | TCH  | CAN | URS  | USA  | V | R | P | Skóre | B |
| 1. | ČSSR   | ***  | 5:3 | 2:1  | 11:2 | 3 | 0 | 0 | 18:6  | 6 |
| 2. | Kanada | 3:5  | *** | 3:1  | 3:2  | 2 | 0 | 1 | 9:8   | 4 |
| 3. | SSSR   | 1:2  | 1:3 | ***  | 10:3 | 1 | 0 | 2 | 12:8  | 2 |
| 4. | USA    | 2:11 | 2:3 | 3:10 | ***  | 0 | 0 | 3 | 7:24  | 0 |

 Československo -  SSSR 	2:1 (2:0, 0:0, 0:1)
29. dubna 1985 (17:00) – Praha (Sportovní hala ČSTV)

Branky a nahrávky Československa: 6:10 Vladimír Růžička (Eduard Uvíra), 11:27 Dušan Pašek (Jiří Šejba).

Branky a nahrávky SSSR: 45:33 Andrej Chomutov (Sergej Makarov).

Rozhodčí: Josef Kompalla (FRG) – Kjell Karlsson (SWE), Lasse Vanhanen (FIN)

Vyloučení: 2:1 (0:0)

Diváků: 14 000
ČSSR: Jiří Králík – Jaroslav Benák, Eduard Uvíra, Arnold Kadlec, Miloslav Hořava, Antonín Stavjaňa, František Musil – Jiří Lála, Dušan Pašek, Jiří Šejba – Oldřich Válek, Vladimír Kameš, Michal Pivoňka – Jiří Hrdina, Vladimír Růžička, Pavel Richter – Vincent Lukáč, Dárius Rusnák, Igor Liba. 
SSSR: Vladimir Myškin – Alexej Kasatonov, Vjačeslav Fetisov, Zinetula Biljaletdinov, Vasilij Pěrvuchin, Sergej Starikov, Alexej Gusarov – Sergej Makarov, Igor Larionov, Vladimir Krutov – Alexandr Skvorcov, Irek Gimajev, Sergej Světlov – Michail Vasiljev, Vjačeslav Bykov, Andrej Chomutov – Nikolaj Drozděckij, Viktor Ťumeněv, Michail Varnakov.
 Kanada -  USA 	3:2 (1:0, 1:1, 1:1)
29. dubna 1985 (20:30) – Praha (Sportovní hala ČSTV)

Branky Kanady: 12:06 John Anderson, 38:44 Mario Lemieux, 41:02 Doug Lidster.

Branky USA: 28:29 Tony Granato, 54:06 Maurice Mantha.

Rozhodčí: Mark Faucette (USA) - Miroslav Lipina (TCH), Jan Tatíček (TCH)

Vyloučení: 10:10 (1:0)

Diváků: 13 623
 Československo -  USA 	11:2 (0:0, 4:2, 7:0)
1. května 1985 (17:00) – Praha (Sportovní hala ČSTV)

Branky a nahrávky Československa: 25:32 František Musil (Dušan Pašek), 26:37 Jiří Lála (Dárius Rusnák), 26:59 Vladimír Růžička (Antonín Stavjaňa), 32:34 Jiří Šejba (Jiří Lála, Miloslav Hořava), 40:09 Jiří Lála (Eduard Uvíra), 40:19 Vladimír Růžička, 43:06 Vladimír Růžička, 45:13 Jiří Lála (Igor Liba), 45:40 Miloslav Hořava (Vladimír Růžička), 50:56 Vladimír Kameš (Jaroslav Benák), 57:34 Igor Liba (Dárius Rusnák).

Branky a nahrávky USA: 20:48 Michael O'Connell (Gary Suter), 34:38 Tom Fergus.

Rozhodčí: Pertti Juhola (FIN) – Igor Prusov (URS), Uwe von de Fenn (FRG)

Vyloučení: 7:12 (2:1) + Clark Donatelli na 10 min.

Diváků: 14 000
ČSSR: Jiří Králík – Jaroslav Benák, Eduard Uvíra, Arnold Kadlec, Miloslav Hořava, Antonín Stavjaňa, František Musil – Vincent Lukáč, Dárius Rusnák, Igor Liba – Jiří Hrdina, Vladimír Růžička, Pavel Richter – Jiří Lála, Dušan Pašek, Jiří Šejba – Oldřich Válek, Vladimír Kameš, Michal Pivoňka.
USA: John Vanbiesbrouck – Maurice Mantha, James Johnson, Michael O'Connell, Gary Suter, Neil Sheehy, Mark Fusco – Joel Otto, Mark Johnson, Aaron Broten – Clark Donatelli, Tony Granato, Kelly Miller – Robert Brooke, Tom Fergus, Robert Miller – Paul Fenton, Corey Millen, Timothy Thomas.
 Kanada -  SSSR 	3:1 (2:0, 1:0, 0:1)
1. května 1985 (20:30) – Praha (Sportovní hala ČSTV)

Branky Kanady: 11:54 Mario Lemieux, 16:53 Stanley Smyl, 36:00 Mario Lemieux.

Branky SSSR: 47:31 Vladimir Krutov.

Rozhodčí: Kjell Lind (SWE) - Kjell Karlsson (SWE), Lasse Vanhanen (FIN)

Vyloučení: 4:3 (1:1)

Diváků: 13 503
Kanada: Ringgin – Halward, Lidster, Murphy, Stevens, Macoun, Konroyd – Vaive, Nicholls, Anderson – Dineen, Yzerman, Tanti – Muller, Lemieux, Taylor – Smyl, Francis, Maloney.
SSSR: Myškin – Kasatonov, Fetisov, Starikov, Gusarov, Biljaletdinov, Pervuchin – Makarov, Larionov, Krutov – Skvorcov, Bykov, Chomutov – Drozděckij, Ťumeněv, Varnakov – Světlov, Kovin, Gimajev.
 Československo -  Kanada 	5:3 (1:0, 2:2, 2:1) - anketa nejslavnější gól - Jiří Šejba rok 1985
3. května 1985 (13:30) – Praha (Sportovní hala ČSTV)

Branky a nahrávky Československa: 5:24 Jiří Šejba (Jiří Lála), 22:41 Jiří Šejba (Jiří Lála), 33:00 Jiří Šejba, 51:44 Dárius Rusnák (František Musil), 58:47 Jiří Lála.

Branky a nahrávky Kanady: 20:45 Steve Yzerman (Kevin Dineen), 26:34 Rick Vaive (Scott Stevens), 52:33 Scott Stevens.

Rozhodčí: Pertti Juhola (FIN) – Lasse Vanhanen (FIN), Kjell Karlsson (SWE)

Vyloučení: 4:8 (1:1, 1:0) + Anthony Tanti a Rick Vaive na 10 min.

Diváků: 14 000
ČSSR: Jiří Králík – Jaroslav Benák, Eduard Uvíra, Arnold Kadlec, Miloslav Hořava, Antonín Stavjaňa, František Musil – Vincent Lukáč, Dárius Rusnák, Igor Liba – Jiří Hrdina, Vladimír Růžička, Pavel Richter – Jiří Lála, Dušan Pašek, Jiří Šejba – Oldřich Válek, Vladimír Kameš, Michal Pivoňka.
Kanada: Patrick Riggin – Larry Murphy, Scott Stevens, Doug Halward, Doug Lidster, Jamie Macoun, Steve Konroyd – Kevin Dineen, Steve Yzerman, Anthony Tanti – Dave Taylor, Mario Lemieux, Kirk Muller – Stanley Smyl, Ron Francis, Donald Maloney – Rick Vaive, Bernie Nicholls, John Anderson.
 SSSR -  USA 	10:3 (3:0, 4:0, 3:3)
3. května 1985 (17:00) – Praha (Sportovní hala ČSTV)

Branky SSSR: 2:48 Alexej Kasatonov, 7:19 Michail Varnakov, 17:55 Viktor Ťumeněv, 21:59 Alexandr Skvorcov, 24:49 Alexej Kasatonov, 26:23 Vjačeslav Fetisov, 39:10 Vjačeslav Fetisov, 42:33 Sergej Světlov, 45:06 Michail Varnakov, 48:36 Michail Varnakov.

Branky USA: 45:19 Tom Fergus, 50:12 Gary Suter, 57:23 Tony Granato.

Rozhodčí: Kjell Lind (SWE) - Miroslav Lipina (TCH), Rainer Kluge (GER)

Vyloučení: 7:9 (2:1) + Vjačeslav Fetisov na 5 min, Irek Gimajev – Timothy Thomas do konce utkání.

Diváků: 13 500
SSSR: Myškin – Kasatonov, Fetisov, Biljaletdinov, Pervuchin, Starikov, Gusarov – Makarov, Larionov, Krutov – Drozděckij, Ťumeněv, Varnakov – Skvorcov, Bykov, Chomutov – Jašin, Gimajev, Světlov.
USA: Vanbiesbrouck – Sheehy, Fusco, Mantha, James Johnson, O’Connell, Suter – Donatelli, Granato, Kelly Miller – Brooke, Fergus, Robert Miller – Dorian, Millen, Thomas – Mark Johnson, Otto, Broten.

### O 5. - 8. místo
|    |         | FIN | SWE | GER | GDR | V | R | P | Skóre | B  |
| 5. | Finsko  | *** | 6:1 | 4:5 | 6:2 | 4 | 2 | 4 | 39:33 | 10 |
| 6. | Švédsko | 1:6 | *** | 5:2 | 7:2 | 4 | 0 | 6 | 37:40 | 8  |
| 7. | SRN     | 5:4 | 2:5 | *** | 4:1 | 3 | 1 | 6 | 28:41 | 7  |
| 8. | NDR     | 2:6 | 2:7 | 1:4 | *** | 0 | 2 | 8 | 16:64 | 2  |

- Utkání ze základní části se započítávala.

 Finsko -  NDR 	6:2 (2:0, 4:2, 0:0)
28. dubna 1985 (17:00) – Praha (Sportovní hala ČSTV)

Branky Finska: 9:45 Esa Tikkanen, 13:19 Esa Tikkanen, 21:23 Petri Skriko, 29:59 Anssi Melametsä, 31:44 Hannu Järvenpää, 33:23 Kari Makkonen.

Branky NDR: 27:40 Friedhelm Bögalsack, 27:50 Dieter Frenzel.

Rozhodčí: Bruce Hood (CAN) - Igor Prusov (URS), Uwe von de Fenn (GER)

Vyloučení: 8:3 (0:0, 1:0)

Diváků: 9 441
 Švédsko -  SRN 	5:2 (0:0, 3:1, 2:1)
28. dubna 1985 (20:30) – Praha (Sportovní hala ČSTV)

Branky Švédska: 20:43 Hakan Södergren, 21:10 Hakan Södergren, 33:52 Anders Eldebrink, 42:28 Peter Gradin, 53:17 Kent Johansson.

Branky SRN: 30:27 Roy Roedger, 49:16 Franz Reindl.

Rozhodčí: Jurij Karandin (URS) - Slavomír Caban (TCH), Jozef Kriška (TCH)

Vyloučení: 6:4 (1:0)

Diváků: 11 300
 Švédsko -  NDR 	7:2 (2:0, 3:1, 2:1)
30. dubna 1985 (13:30) – Praha (Sportovní hala ČSTV)

Branky Švédska: 5:28 Peter Gradin, 19:32 Jens Öhling, 20:11 Tomas Sandström, 23:28 Matti Pauna, 24:03 Dan Labraaten, 51:44 Dan Labraaten, 52:41 Hans Sarkijärvi.

Branky NDR: 33:21 Thomas Graul, 48:13 Reinhard Fengler.

Rozhodčí: Vladimír Šubrt (TCH) - Slavomír Caban (TCH), Jozef Kriška (TCH)

Vyloučení: 5:3

Diváků: 8 791
 SRN -  Finsko 	5:4 (2:2, 1:1, 2:1)
30. dubna 1985 (17:00) – Praha (Sportovní hala ČSTV)

Branky SRN: 2:38 Markus Berwanger, 8:24 Dieter Hegen, 27:04 Erich Kühnhackl, 44:37 Dieter Hegen, 48:02 Erich Kühnhackl.

Branky Finska: 6:46 Mikko Mäkelä, 11:48 Pekka Arbelius, 22:48 Raimo Helminen, 46:27 Juha Huikari.

Rozhodčí: Bruce Hood (CAN) - Jan Tatíček (TCH), Miroslav Lipina (TCH)

Vyloučení: 6:4 (0:1)

Diváků: 9 898
 SRN -  NDR 	4:1 (1:0, 1:1, 2:0)
2. května 1985 (17:00) – Praha (Sportovní hala ČSTV)

Branky SRN: 16:58 Michael Betz, 34:51 Uli Hiemer, 45:00 Harold Kreis, 48:45 Franz Reindl.

Branky NDR: 36:16 Detlev Radant.

Rozhodčí: Hood (CAN) - Lipina, Caban (TCH)

Vyloučení: 7:5 (1:0)

Diváků: 10 000
 Finsko -  Švédsko 	6:1 (2:1, 3:0, 1:0)
2. května 1985 (20:30) – Praha (Sportovní hala ČSTV)

Branky Finska: 1:03 Hannu Järvenpää, 10:44 Pekka Arbelius, 23:24 Esa Tikkanen, 26:52 Kari Suoraniemi, 37:39 Christian Ruuttu, 55:45 Hannu Järvenpää.

Branky Švédska: 8:48 Peter Gradin.

Rozhodčí: Jurij Karandin (URS) - Jan Tatíček (TCH), Jozef Kriška (TCH)

Vyloučení: 9:7 (1:0)

Diváků: 10 000

### Mistrovství Evropy
|    |         | URS  | TCH | FIN | SWE  | GER  | GDR  | V | R | P | Skóre | B  |
| 1. | SSSR    | ***  | 5:1 | 5:1 | 6:2  | 10:2 | 6:0  | 5 | 0 | 0 | 32:6  | 10 |
| 2. | ČSSR    | 1:5  | *** | 5:0 | 7:2  | 6:1  | 6:1  | 4 | 0 | 1 | 25:9  | 8  |
| 3. | Finsko  | 1:5  | 0:5 | *** | 5:0  | 3:3  | 4:4  | 1 | 2 | 2 | 13:17 | 4  |
| 4. | Švédsko | 2:6  | 2:7 | 0:5 | ***  | 3:2  | 11:0 | 2 | 0 | 3 | 18:20 | 4  |
| 5. | SRN     | 2:10 | 1:6 | 3:3 | 2:3  | ***  | 6:0  | 1 | 1 | 3 | 14:22 | 3  |
| 6. | NDR     | 0:6  | 1:6 | 4:4 | 0:11 | 0:6  | ***  | 0 | 1 | 4 | 5:33  | 1  |

## Statistiky

### Nejlepší hráči podle direktoriátu IIHF
| Brankář | Jiří Králík       |
| Obránce | Vjačeslav Fetisov |
| Útočník | Sergej Makarov    |

### All Stars
| Brankář         | Jiří Králík       |
| Levý obránce    | Vjačeslav Fetisov |
| Pravý obránce   | Alexej Kasatonov  |
| Levé křídlo     | Vladimir Krutov   |
| Střední útočník | Vladimír Růžička  |
| Pravé křídlo    | Sergej Makarov    |

### Kanadské bodování
| Poř. | Kanadské bodování  | Branky | Přihrávky | Body |
| ---- | ------------------ | ------ | --------- | ---- |
| 1.   | Sergej Makarov     | 8      | 6         | 14   |
| 2.   | Jiří Lála          | 8      | 5         | 13   |
| 3.   | Vjačeslav Fetisov  | 6      | 7         | 13   |
| 4.   | Nikolaj Drozděckij | 5      | 7         | 12   |
| 5.   | Hannu Järvenpää    | 9      | 2         | 11   |
| 6.   | Vladimír Růžička   | 8      | 3         | 11   |
| 7.   | Kent Nillson       | 6      | 5         | 11   |
| 8.   | Michail Varnakov   | 6      | 4         | 10   |
| 9.   | Alexej Kasatonov   | 5      | 5         | 10   |
| 9.   | Dieter Hegen       | 5      | 5         | 10   |

### Soupiska Československa
1.  Československo

Brankáři: Jiří Králík, Jaromír Šindel.

Obránci: Jaroslav Benák, Eduard Uvíra, Arnold Kadlec, Miloslav Hořava, Antonín Stavjaňa, František Musil, Radoslav Svoboda.

Útočníci: Vincent Lukáč,  – Dárius Rusnák, Igor Liba, Jiří Hrdina, Vladimír Růžička, Pavel Richter, Jiří Lála, Dušan Pašek, Jiří Šejba, Oldřich Válek, Vladimír Kameš, Michal Pivoňka, Petr Rosol.

Trenéři: Luděk Bukač, Stanislav Neveselý.

### Soupiska Kanady
2.  Kanada

Brankáři: Steve Weeks, Pat Riggin, Rick Wamsley.

Obránci: Doug Halward, Doug Lidster, Larry Murphy, Scott Stevens, Jamie Macoun, Steve Konroyd, Grant Ledyard.

Útočníci: Dave Taylor, Mario Lemieux, Kirk Muller, Rick Vaive, Ron Francis, John Anderson, Stan Smyl, Bernie Nicholls, Don Maloney, Kevin Dineen, Steve Yzerman, Tony Tanti, Brian MacLellan.

Trenér: Doug Carpenter, Ron Smith.

### Soupiska SSSR
3.  SSSR

Brankáři: Vladimir Myškin, Sergej Mylnikov.

Obránci: Alexej Kasatonov, Vjačeslav Fetisov, Zinetula Biljaletdinov, Vasilij Pěrvuchin, Sergej Starikov, Alexej Gusarov, Irek Gimajev.

Útočníci: Sergej Makarov, Igor Larionov, Vladimir Krutov, Michail Vasiljev, Vjačeslav Bykov, Andrej Chomutov, Nikolaj Drozděckij, Viktor Ťumeněv, Michail Varnakov, Sergej Světlov, Alexandr Skvorcov, Sergej Jašin, Vladimir Kovin.

Trenéři: Viktor Tichonov, Vladimir Jurzinov.

### Soupiska USA
4.  USA

Brankáři: John Vanbiesbrouck, Chris Terreri.

Obránci: Neil Sheehy, Mark Fusco, Moe Mantha, Jim Johnson, Mike O'Connell, Gary Suter, Gary Haight.

Útočníci: Clark Donatelli, Tony Granato, Kelly Miller, Paul Fenton, Corey Millen, Timothy Thomas, Bob Brooke, Mark Johnson, Aaron Broten, Rob Miller, Daniel Dorian, Joel Otto, Tom Fergus.

Trenér: David Peterson, Jeff Sauer.

### Soupiska Finska
5.  Finsko

Brankáři: Kari Takko, Jukka Tammi.

Obránci: Arto Ruotanen, Markus Lehto, Reijo Ruotsalainen, Juha Huikari, Ville Sirén, Jouko Narvanmaa, Timo Blomqvist, Kari Suoraniemi.

Útočníci: Petri Skriko, Risto Jalo, Anssi Melametsä, Esa Tikkanen, Christian Ruuttu, Kari Makkonen, Hannu Järvenpää, Pekka Järvelä, Pekka Arbelius, Mikko Mäkelä, Raimo Helminen, Harri Tuohimaa.

Trenér: Alpo Suhonen, Pentti Matikainen.

### Soupiska Švédska
6.  Švédsko

Brankáři: Peter Lindmark, Rolf Ridderwall.

Obránci: Michael Thelvén, Anders Eldebrink, Tommy Albelin, Mats Waltin, Ulf Samuelsson, Bo Ericson, Mats Kihlström.

Útočníci: Peter Gradin, Per-Erik Eklund, Jens Öhling, Dan Labraaten, Kent Nilsson, Håkan Södergren, Lars-Gunnar Pettersson, Michael Hjälm, Tomas Sandström, Hans Sarkijärvi, Lars Molin, Kent Johansson, Matti Pauna.

Trenér: Leif Boork, Curt Lindström.

### Soupiska SRN
7.  SRN

Brankáři: Karl Friesen, Helmut de Raaf.

Obránci: Udo Kießling, Uli Hiemer, Harold Kreis, Andreas Niederberger, Rainer Blum, Peter Scharf, Manfred Schuster.

Útočníci: Marcus Kuhl, Horst Heckelsmüller, Erich Kühnhackl, Dieter Hegen, Roy Roedger, Manfred Wolf, Michael Betz, Franz Reindl, Ernst Höfner, Georg Franz, Manfred Ahne, Markus Berwanger, Axel Kammerer.

Trenér: Xaver Unsinn.

### Soupiska NDR
8.  NDR

Brankáři: Rene Bielke, Egon Schmeisser.

Obránci: Gerd Vogel, Reinhard Fengler, Joachim Lempio, Dietmar Peters, Dieter Frenzel, Uwe Geisert, Detlev Mark.

Útočníci: Andreas Gebauer, Andreas Ludwig, Ralf Hantschke, Frank Proske, Harald Kuhnke, Detlev Radant, Thomas Graul, Roland Peters, Friedhelm Bögalsack, Rolf Nitz, Mario Naster, Harald Bölke, Eckhard Scholz.

Trenér: Joachim Ziesche, Hartmut Nickel.

### Rozhodčí
| Hlavní - Mark Faucette - Bruce Hood - Pertti Juhola - Jurij Karandin - Josef Kompalla - Kjell Lind - Vladimír Šubrt | Čároví - Slavomír Caban - Uwe von de Fenn - Kjell Karlsson - Rainer Kluge - Jozef Kriška - Miroslav Lipina - Igor Prusov - Jan Tatíček - Lasse Vanhanen |

## MS Skupina B
|    |            | POL | SUI | ITA | AUT | JPN  | NED  | NOR | HUN  | V | R | P | Skóre | B  |
| 1. | Polsko     | *** | 2:2 | 7:1 | 5:0 | 8:0  | 4:3  | 6:4 | 5:3  | 6 | 1 | 0 | 37:13 | 13 |
| 2. | Švýcarsko  | 2:2 | *** | 5:1 | 5:1 | 4:1  | 2:6  | 2:1 | 9:1  | 5 | 1 | 1 | 29:13 | 11 |
| 3. | Itálie     | 1:7 | 1:5 | *** | 4:2 | 6:4  | 5:2  | 6:2 | 6:1  | 5 | 0 | 2 | 29:22 | 10 |
| 4. | Rakousko   | 0:5 | 1:5 | 1:4 | *** | 8:3  | 4:2  | 2:5 | 2:0  | 3 | 0 | 4 | 18:24 | 6  |
| 5. | Japonsko   | 0:8 | 1:4 | 4:6 | 3:8 | ***  | 4:3  | 8:5 | 11:2 | 3 | 0 | 4 | 31:36 | 6  |
| 6. | Nizozemsko | 3:4 | 6:2 | 2:5 | 2:4 | 3:4  | ***  | 8:2 | 12:4 | 3 | 0 | 4 | 36:25 | 4  |
| 7. | Norsko     | 4:6 | 1:2 | 2:6 | 5:2 | 5:8  | 2:8  | *** | 9:6  | 2 | 0 | 5 | 28:38 | 4  |
| 8. | Maďarsko   | 3:5 | 1:9 | 1:6 | 0:2 | 2:11 | 4:12 | 6:9 | ***  | 0 | 0 | 7 | 17:54 | 0  |

 Polsko -  Itálie 7:1 (3:0, 0:1, 4:0)
21. března 1985 – Fribourg
 Švýcarsko -  Maďarsko 9:1 (0:0, 5:0, 4:1)
21. března 1985 – Fribourg
 Itálie -  Nizozemsko 5:2 (0:1, 2:1, 3:0)
22. března 1985 – Fribourg
 Norsko -  Japonsko 5:8 (1:5, 4:1, 0:2)
22. března 1985 – Fribourg
 Maďarsko -  Rakousko 0:2 (0:0, 0:0, 0:2)
22. března 1985 – Fribourg
 Nizozemsko -  Polsko 3:4 (0:3, 2:0, 1:1)
23. března 1985 – Fribourg
 Norsko -  Švýcarsko 1:2 (1:0, 0:1, 0:1)
23. března 1985 – Fribourg
 Maďarsko -  Polsko 3:5 (1:1, 2:1, 0:3)
24. března 1985 – Fribourg
 Japonsko -  Švýcarsko 1:4 (1:0, 0:3, 0:1)
24. března 1985 – Fribourg
 Rakousko -  Itálie 1:4 (0:0, 0:2, 1:2)
24. března 1985 – Fribourg
 Japonsko -  Nizozemsko 4:3 (3:0, 0:2, 1:1)
25. března 1985 – Fribourg
 Rakousko -  Norsko 2:5 (2:2, 0:2, 0:1)
25. března 1985 – Fribourg
 Maďarsko -  Itálie 1:6 (0:2, 0:3, 1:1)
26. března 1985 – Fribourg
 Polsko -  Švýcarsko 2:2 (2:1, 0:1, 0:0)
26. března 1985 – Fribourg
 Rakousko -  Japonsko 8:3 (0:1, 5:0, 3:2)
27. března 1985 – Fribourg
 Nizozemsko -  Norsko 8:2 (2:2, 1:0, 5:0)
27. března 1985 – Fribourg
 Itálie -  Japonsko 6:4 (1:1, 5:2, 0:1)
28. března 1985 – Fribourg
 Nizozemsko -  Maďarsko 12:4 (3:1, 1:1, 8:2)
28. března 1985 – Fribourg
 Polsko -  Norsko 6:4 (1:0, 1:1, 4:3)
28. března 1985 – Fribourg
 Švýcarsko -  Rakousko 5:1 (3:0, 2:1, 0:0)
28. března 1985 – Fribourg
 Rakousko -  Nizozemsko 4:2 (2:1, 1:1, 1:0)
30. března 1985 – Fribourg
 Japonsko -  Polsko 0:8 (0:3, 0:4, 0:1)
30. března 1985 – Fribourg
 Norsko -  Maďarsko 9:6 (5:2, 1:3, 3:1)
30. března 1985 – Fribourg
 Itálie -  Švýcarsko 1:5 (1:1, 0:1, 0:3)
30. března 1985 – Fribourg
 Maďarsko -  Japonsko 2:11 (1:2, 1:3, 0:6)
31. března 1985 – Fribourg
 Itálie -  Norsko 6:2 (2:1, 1:1, 3:0)
31. března 1985 – Fribourg
 Polsko -  Rakousko 5:0 (1:0, 2:0, 2:0)
31. března 1985 – Fribourg
 Švýcarsko -  Nizozemsko 2:6 (1:1, 1:3, 0:2)
31. března 1985 – Fribourg

## MS Skupina C
|    |            | FRA  | YUG | CHN  | ROM  | DEN | BUL  | PRK  | ESP  | V | R | P | Skóre | B  |
| 1. | Francie    | ***  | 2:1 | 4:4  | 8:3  | 6:2 | 10:2 | 12:0 | 12:1 | 6 | 1 | 0 | 54:13 | 13 |
| 2. | Jugoslávie | 1:2  | *** | 7:3  | 5:2  | 4:3 | 4:0  | 8:2  | 7:1  | 6 | 0 | 1 | 36:13 | 12 |
| 3. | Čína       | 4:4  | 3:7 | ***  | 6:4  | 6:1 | 10:4 | 6:1  | 10:1 | 5 | 1 | 1 | 45:22 | 11 |
| 4. | Rumunsko   | 3:8  | 2:5 | 4:6  | ***  | 5:0 | 11:3 | 18:5 | 8:2  | 4 | 0 | 3 | 51:29 | 8  |
| 5. | Dánsko     | 2:6  | 3:4 | 1:6  | 0:5  | *** | 6:1  | 3:1  | 1:0  | 3 | 0 | 4 | 16:23 | 6  |
| 6. | Bulharsko  | 2:10 | 0:4 | 4:10 | 3:11 | 1:6 | ***  | 8:1  | 9:3  | 2 | 0 | 5 | 27:45 | 4  |
| 7. | KLDR       | 0:12 | 2:8 | 1:6  | 5:18 | 1:3 | 1:8  | ***  | 8:1  | 1 | 0 | 6 | 18:56 | 2  |
| 8. | Španělsko  | 1:12 | 1:7 | 1:10 | 2:8  | 0:1 | 3:9  | 1:8  | ***  | 0 | 0 | 7 | 9:55  | 0  |

 Rumunsko -  Bulharsko 11:3 (3:0, 2:2, 6:1)
14. března 1985 – Megève
 Čína -  Jugoslávie 3:7 (2:1, 1:5, 0:1)
14. března 1985 – Saint-Gervais
 Francie -  Španělsko 12:1 (3:1, 4:0, 5:0)
14. března 1985 – Megève
 KLDR -  Dánsko 1:3 (0:0, 0:1, 1:2)
14. března 1985 – Chamonix
 Dánsko -  Španělsko 1:0 (0:0, 0:0, 1:0)
15. března 1985 – Chamonix
 Francie -  Čína 4:4 (2:2, 2:1, 0:1)
15. března 1985 – Saint-Gervais
 Bulharsko -  KLDR 8:1 (1:0, 2:0, 5:1)
15. března 1985 – Chamonix
 Jugoslávie -  Rumunsko 5:2 (1:1, 3:0, 1:1)
15. března 1985 – Megève
 Francie -  KLDR 12:0 (3:0, 4:0, 5:0)
17. března 1985 – Megève
 Jugoslávie -  Dánsko 4:3 (1:1, 1:2, 2:0)
17. března 1985 – Saint-Gervais
 Rumunsko -  Španělsko 8:2 (2:1, 1:1, 5:0)
17. března 1985 – Megève
 Čína -  Bulharsko 10:4 (2:1, 4:2, 4:1)
17. března 1985 – Chamonix
 KLDR -  Rumunsko 5:18 (1:3, 1:7, 3:8)
18. března 1985 – Megève
 Francie -  Jugoslávie 2:1 (1:0, 1:1, 0:0)
18. března 1985 – Saint-Gervais
 Dánsko -  Čína 1:6 (1:3, 0:1, 0:2)
18. března 1985 – Megève
 Španělsko -  Bulharsko 3:9 (1:3, 2:3, 0:3)
18. března 1985 – Chamonix
 Bulharsko -  Jugoslávie 0:4 (0:1, 0:1, 0:2)
20. března 1985 – Saint-Gervais
 Francie -  Dánsko 6:2 (3:1, 2:0, 1:1)
20. března 1985 – Megève
 Rumunsko -  Čína 4:6 (2:3, 1:0, 1:3)
20. března 1985 – Saint-Gervais
 Španělsko -  KLDR 1:8 (1:2, 0:5, 0:1)
20. března 1985 – Chamonix
 KLDR -  Čína 1:6 (1:1, 0:3, 0:2)
22. března 1985 – Saint-Gervais
 Bulharsko -  Francie 2:10 (0:6, 1:3, 1:1)
22. března 1985 – Chamonix
 Rumunsko -  Dánsko 5:0 (1:0, 1:0, 3:0)
22. března 1985 – Saint-Gervais
 Španělsko -  Jugoslávie 1:7 (0:3, 0:3, 1:1)
22. března 1985 – Megève
 Francie -  Rumunsko 8:3 (2:1, 2:1, 4:1)
23. března 1985 – Chamonix
 Čína -  Španělsko 10:1 (4:0, 4:1, 2:0)
23. března 1985 – Saint-Gervais
 Dánsko -  Bulharsko 6:1 (3:1, 0:0, 3:0)
23. března 1985 – Chamonix
 Jugoslávie -  KLDR 8:2 (3:0, 4:0, 1:2)
23. března 1985 – Megève